# بطولة أوروبا للألعاب المائية 2012
بطولة أوروبا للألعاب المائية 2012 هو الموسم الـ 31 من بطولة أوروبا للألعاب المائية، عقد في الفترة 15–27 مايو من 2012، وجرت المنافسات في مدينتي دبرتسن المجرية وآيندهوفن الهولندية، ونظمت من قبل الاتحاد الأوروبي للسباحة.

## النتائج
| م        | الذهبية | الفضية  | البرونزية |
| -------- | ------- | ------- | --------- |
| الفائزين | المجر   | ألمانيا | إيطاليا   |